# Лазич, Джордже (ватерполист)
Джордже Лазич (серб. Ђорђе Лазић; род. 19 мая 1996, Белград) — сербский ватерполист, игрок клуба «Брешия» и сборной Сербии. Чемпион Олимпийских игр 2020 года, чемпион летней Универсиады 2017 года.

## Карьера
На клубном уровне Джордже Лазич играл за Вк «Партизан» из Белграда до 2018 года и участвовал в завоевании четырех чемпионских титулов. Проведя два года в Венгрии, он переехал в Италию и присоединился к ВК «Брешия». В 2021 году выиграл титул чемпиона Италии. в 2024 году переехал играть в Черногорию.
В 2017 году Лазич участвовал в летней Универсиаде в Тайбее, где сборная Сербии стала победителем. С 2017 года привлекался в состав национальной сборной. В 2019 году сборная Сербии заняла пятое место на чемпионате мира в Кванджу, проиграв испанцам в четвертьфинале и Лазич был в составе сербской команды.
В 2021 году принимал участие в летних Олимпийских играх в Токио, где сербы повторили итог четырёхлетней давности и вновь стали олимпийскими чемпионами. Джордже Лазич впервые стал олимпийским чемпионом.
На чемпионате мира 2022 года Лазич и сборная Сербии уступили хорватам со счетом 12-14 в четвертьфинале и в итоге заняли пятое место. На чемпионате мира 2023 года сербы, в составе которой играл Лазич, выиграли у Италии в четвертьфинале, но уступили грекам в полуфинале и испанцам в матче за третье место. В феврале 2024 года на чемпионате мира в Дохе Лазич и сербы проиграли хорватам со счетом 13-15 в четвертьфинале, в итоге заняв шестое место.